# Novopavlivka, Orihiv
Novopavlivka (în ucraineană Новопавлівка) este o comună în raionul Orihiv, regiunea Zaporijjea, Ucraina, formată numai din satul de reședință.

## Demografie
Componența lingvistică a comunei Novopavlivka
     Ucraineană (92,31%)
     Rusă (7,42%)
Conform recensământului din 2001, majoritatea populației comunei Novopavlivka era vorbitoare de ucraineană (92,31%), existând în minoritate și vorbitori de rusă (7,42%).